# Distretto di Quinuabamba
Il distretto di Pomabamba è un distretto del Perù nella provincia di Pomabamba (regione di Ancash) con 2.494 abitanti al censimento 2007 dei quali 266 urbani e 2.228 rurali.
È stato istituito il 26 settembre 1941.